# Thomas Raikes (fils)
Pour les articles homonymes, voir Thomas Raikes.
Thomas Raikes fils (1777 - 1848), qui se rendit célèbre en Angleterre au XIXe siècle comme mémorialiste et comme dandy, naquit dans la prospère et riche famille d'un banquier anglais. Il était le fils de  Thomas Raikes (1741 - 1813.) et de Charlotte Finch, fille de Daniel Finch, earl (comte) de Winchelsea. Ses parents se marièrent en décembre 1774.

## Biographie
Thomas Raikes fit toutes ses études au Collège d'Eton. Quand elles furent terminées son père le fit rentrer dans ses bureaux de Londres pour le seconder dans ses affaires.
Dans le cadre de ses activités financières Thomas Raikes était en relation avec le baron de Boesner, banquier de Vienne, qui était l'un des banquiers de Monsieur le comte de La Fare, évêque de Nancy chargé d'affaires et correspondant du roi Louis XVIII de France en Autriche et sur le continent durant l'Emigration.On connaît sept lettres d'affaires écrites en 1819 et 1820 par le baron de Boesner qui sont adressées à William et Thomas Raikes et concernent toutes des arrangements de crédit et de paiement sur les places de Londres et d'Amsterdam. Ces lettres font partie de La Collection du baron de Boesner  détenue par la bibliothèque de l'Université Mac Master au Canada.
Son père, Thomas Raikes sénior qui était un marchand et un banquier de Londres fut nommé Gouverneur de la Banque d'Angleterre durant la crise de 1797.Il occupa ce poste jusque 1799. Thomas Raikes père était un ami personnel de 
William Wilberforce et de William Pitt le Jeune (1759 – 1806), homme politique anglais et premier ministre de Grande-Bretagne de 1783 à 1801 et de 1804 à 1806, fils de William Pitt l'Ancien, qui fut également premier ministre de Grande-Bretagne.
Thomas Raikes junior, qui fut banquier dans l'établissement paternel, se rendit surtout célèbre comme dandy et mémorialiste. Il était ami avec Beau Brummell et avec  le second duc de Wellington, fils du  vainqueur de Napoléon à Waterloo avec qui il correspondit. Sa fille Harriet Raikes, première femme auteur de roman policier en langue anglaise, publia cette correspondance en 1861.
Thomas Raikes junior voyagea dans toute l'Europe et passa la majeure partie des années  1830 sur le continent. Il semble qu'il ait peu travaillé et passé la majeure partie de son temps à fréquenter la haute société.
Tant à Paris qu'à Londres, il rencontra les plus grandes célébrités de son temps, tous les hommes d'influence dans la mode et la politique : Frederick, duc d'York et Albany, Alvanley (William Arden, 2e baron d'Alvanley (1789 – 1849)), Beau Brummell, Talleyrand, Montrond, etc.
Le journal intime de Thomas Raikes a été publié en plusieurs volumes durant les années 1850.
Lors de ses séjours à Paris Thomas Raikes fit connaissance avec  la princesse de Talleyrand (ex "Madame Grand") née Catherine Noël Worlee (ou Verlee) qui était précédemment divorcée de Georges-François Grand qu'elle avait connu et épousé aux Indes françaises.  la princesse de Talleyrand  était native des Indes danoises et d'origine bretonne. Ses contemporains disent d'elle que « c'était la Belle et la Bête réunies en une seule personne ». Elle recevait à sa table des écrivains anglais. L'académicien Viennet venait lire chez elle ses tragédies inédites. Tout cela ferait croire qu'elle n'était ni si sotte ni si ignorante qu'on nous l'a répété. Plus tard, elle vint habiter rue de Lille, et ce fut là qu'elle mourut, le 11 décembre 1835. Voici comment fut rédigée la déclaration du décès sur les registres de l'église Saint-Thomas d'Aquin :
« Le 12 décembre 1835 fut présenté à cette église le corps de Catherine, veuve de Georges François Grand, connue civilement comme princesse de Talleyrand, âgée de soixante-quatorze ans, décédée l'avant-dernière nuit, munie des sacrements de l'Église, au numéro 80 de la rue de Lille. Ses obsèques furent faites en présence de Mathieu-Pierre de Goussot et de  Charles Demon (agent du prince), amis de la morte, qui ont signé avec nous. »
Thomas Raikes, qui se trouvait alors à Paris et qui a reproduit ce document dans son journal, ajoute gravement :
« Il est curieux qu'après toutes les allusions diaboliques faites à Talleyrand, son agent principal s'appelle tout justement Demon. »
Mais il fait cette autre remarque, moins saugrenue, que la forme même de la déclaration inscrite sur les registres de l'Église prouve combien Talleyrand avait le souci d'effacer le souvenir de son mariage. Il préparait déjà sa suprême réconciliation avec l'Église. Un incident dramatique s'était passé au lit de mort de  Mme de Talleyrand. Les journaux de Paris n'en dirent rien ; mais le récit en fut publié par les journaux anglais. Durant son agonie, la princesse avait remis à l'archevêque de Paris une cassette pour la comtesse d'Estignac. Cette dame s'étant présentée dans la chambre où la princesse venait de mourir, l'archevêque s'acquitta de son mandat. Mais survint un agent du prince qui réclama la cassette. Une violente querelle s'éleva sur-le-champ. Un juge de paix dut intervenir. Que contenait la cassette ? des bijoux que la princesse de Dino désirait conserver ? ou bien des papiers sur lesquels Talleyrand voulait remettre la main ? On ne l'a jamais su. L'affaire fut arrangée : la comtesse d'Estignac reçut 200 000 francs en échange de la mystérieuse cassette.
Georgina Raikes, la sœur de Thomas, se maria avec Lord William Fitzroy, amiral (1782 - 1857) le 9 août 1816.